# Robert Stolz
Robert Elisabeth Stolz est un compositeur et chef d'orchestre autrichien, né à Graz le 25 août 1880 et mort à Berlin le 27 juin 1975, connu notamment pour ses opérettes et ses musiques de film.

## Biographie

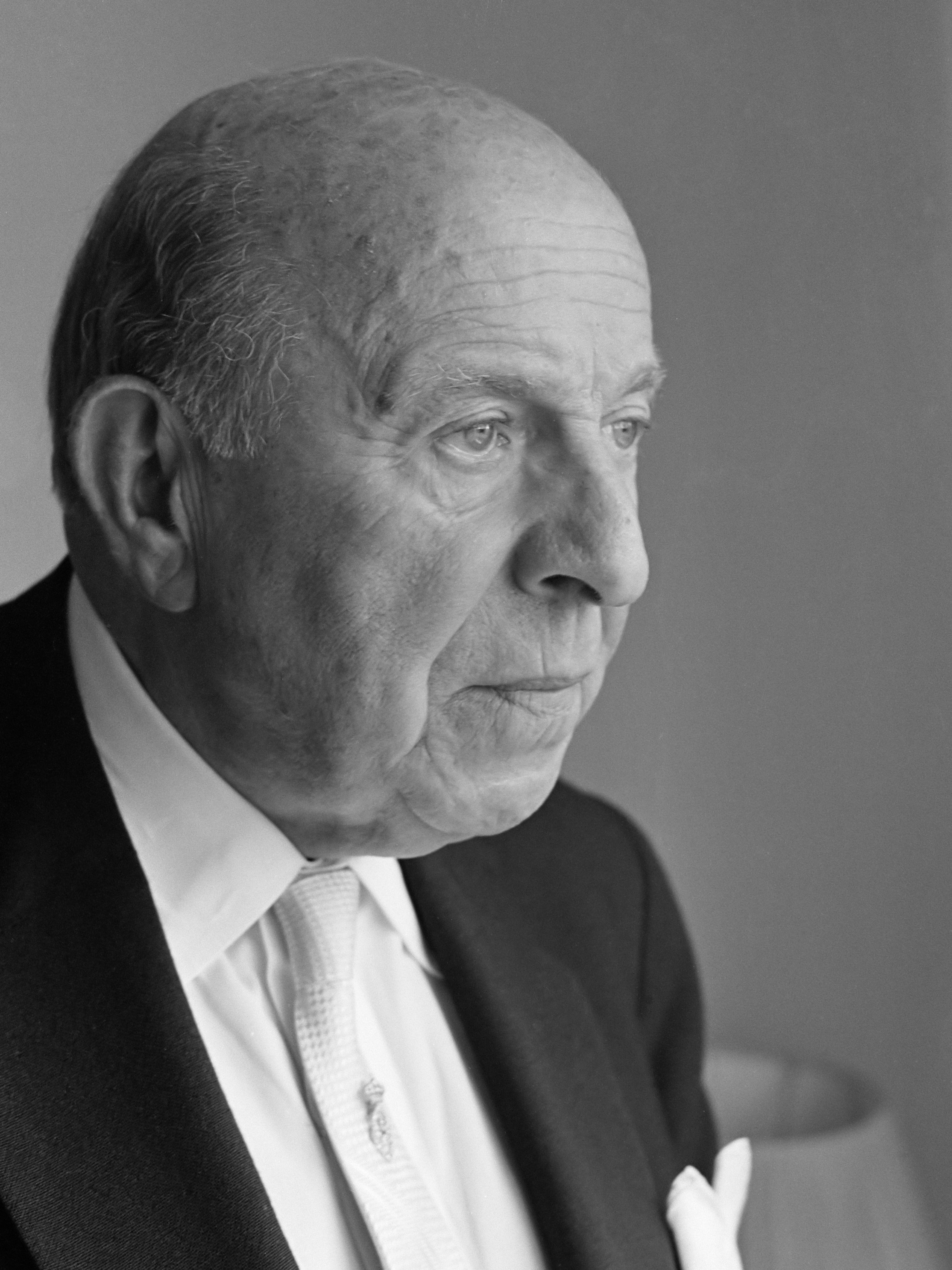
Robert Stolz (1961).

Petit-neveu de la soprano Teresa Stolz, Robert Stolz est né de parents musiciens à Graz. Son père Jakob Stolz était chef d'orchestre et sa mère Ida Bondy pianiste de concert. Il a étudié au Conservatoire de Vienne avec Robert Fuchs et Engelbert Humperdinck. À partir de 1899, il occupe successivement des postes de direction d'orchestre à Maribor (Marburg), Salzbourg et Brno avant de succéder à Artur Bodanzky au Theater an der Wien en 1907 où il dirige plus de 500 fois La Veuve Joyeuse de son ami Lehar. Il y a aussi dirigé, entre autres, la première représentation de Der tapfere Soldat d'Oscar Straus en 1908. Il quitte ce théâtre en 1910 pour devenir un compositeur indépendant et chef d'orchestre. Pendant ce temps, il avait commencé à composer, avec un certain succès, des opérettes et des chansons.
Après avoir servi dans l'armée autrichienne comme musicien dans les Hoch und Deutschmeister, pendant la Première Guerre mondiale et composé des mélodies comme Wien wird erst schön bei Nacht ou Im Prater blühn wieder die Bäume, Stolz se consacre principalement au cabaret, et s'installe à Berlin en 1925. Vers 1930, il commence à composer des musiques de films, notamment pour le premier film sonore allemand Zwei Herzen im Dreivierteltakt, dont la valse est rapidement devenue un succès populaire. Certaines compositions antérieures, comme Adieu, mein kleiner Gardeoffizier, de son opérette Die lustigen Weiber von Wien ou Frag nicht warum ich gehe (reprise par Richard Tauber), ont touché un large public grâce au cinéma. On lui doit aussi 2 airs célèbres de l'Auberge du Cheval Blanc : Die ganze Welt ist himmelblau (Tout bleu, tout bleu) et Mein Liebeslied muss ein Walzer sein (Mon chant d'amour est une valse).Adieu, mein kleiner Gardeoffizier est intégré dans la version française de l'Auberge sous le titre Adieu, Adieu.
À cette époque, commencent les tracasseries du régime nazi qui s'installe à Berlin. Robert Stolz peut fournir un certificat d'aryen, ce qui n'est pas toujours le cas pour certains de ses amis artistes qui doivent alors s'exiler. Au cours de 21 voyages, entre Berlin et Vienne, il n'hésite pas à emmener avec lui, dans sa voiture, des personnes inquiétées par le régime afin de leur permettre de fuir l'Allemagne. Il continue à composer pour la scène et le cinéma : Ich liebe alle Frauen, avec Jan Kiepura (J'aime toutes les femmes avec Danielle Darrieux), Zirkus Saran et Herbstmanöver, avec Léo Slezak.

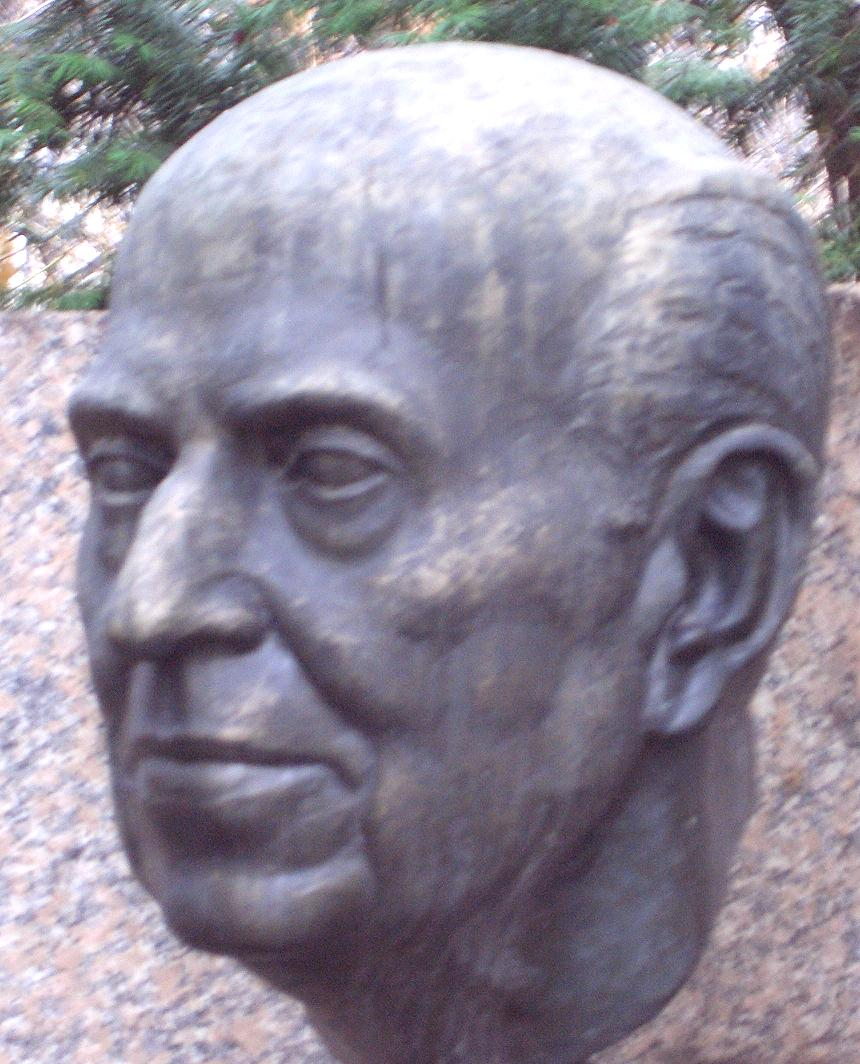
Buste de Robert Stolz dans le Stadtpark à Vienne.

Robert Stolz, déprimé par la montée du nazisme, compose deux mélodies dédiées au peuple allemand et devenues, depuis, de véritables « lieder » populaires : Vor meinem Vaterhaus steht eine Linde (Le tilleul de ma maison natale) et Auf der Heide blühn die letzten Rosen (Les amours d'Automne) considéré par Herbert Karajan comme un des plus beaux Lieder allemands.
Avec la montée du nazisme en Allemagne Stolz retourne à Vienne, où sa chanson du film Ungeküsst sollst du nicht schlafen gehn obtient un franc succès. Prévenu par un de ses frères, quelques heures avant l'Anschluss, il fuit Vienne, pour rejoindre Zurich puis Paris, où, en 1939, il sera arrêté et interné dans le camp du stade de Colombes comme ennemi étranger. Avec l'aide de sa future épouse Yvonne Louise surnommée « Einzi », il est libéré en 1940 et gagne New York. Le 28 mars 1942, Robert Stolz est déchu de sa nationalité allemande et la totalité de ses biens confisqués par le 3e Reich.
En Amérique, Stolz atteint la célébrité avec ses concerts de musique viennoise, en commençant par Night in Vienna au Carnegie Hall. Il reçoit ainsi de nombreuses invitations à composer de la musique pour des spectacles et des films, ce qui lui vaut deux nominations aux Academy Awards : Waltzing in the Clouds du film Spring Parade est proposé pour la meilleure chanson originale en 1941, et sa partition pour le film C'est arrivé demain de René Clair a été proposée pour l'Oscar de la meilleure musique de film en 1945.
En 1946, Stolz et son épouse Einzi Stolz (1912-2004) rentrent à Vienne, où ils vécurent le reste de leur vie. Il y compose opérettes, musiques pour les revues sur glace. En 1952, il a dédié sa première opérette sur glace (Eve eternelle) à la championne d'Europe de patinage artistique Eva Pawlik. En 1955 sort sur les écrans de cinéma la troisième version de la Parade de Printemps (Die Deutschmeister) avec la toute jeune Romy Schneider. Au début des années 60, cette Parade voit sa version scénique créée au Volksoper de Vienne. À l'invitation de Karajan, il dirige les représentations du 31 décembre de la Chauve-Souris à l'Opéra de Vienne. Dans les années 1960 et 1970, il fait un certain nombre d'enregistrements d'opérettes de compositeurs comme Johann Strauss II, Franz Lehár, Emmerich Kálmán, et Léo Fall, qu'il avait connu précédemment. Ses enregistrements chez Eurodisc et chez BASF reçoivent le Grand Prix de l'Académie Charles-Cros en 1972 et 1973.
En 1970, pour marquer son 90e anniversaire, il est fait citoyen d'honneur de Vienne. Il a également reçu la Grande Médaille d'honneur de Vienne. Une série de timbres-poste commémoratifs lui est consacrée.
Pendant ces années, il dirigeait avec une baguette héritée de Franz Lehár, et qui avait été initialement celle de Johann Strauss dont les initiales sont gravées en argent.
À sa mort à Berlin en 1975, Robert Stolz a reçu l'honneur de funérailles nationales dans le foyer de l'opéra national. Il est enterré près de Johannes Brahms et de Johann Strauss II au Cimetière central de Vienne, et une statue de lui a été érigée dans le Stadtpark. Une place dans le centre de Vienne porte son nom.
1980 est l'année du centenaire à travers le monde:  programmes TV et radios (BBC Londres, ZDF Allemagne, AVRO Pays-Bas, ORF Autriche, RTL Luxembourg…) De nouveaux enregistrements (René Kollo, Julia Migenes), rééditions spéciales chez Polydor, Eurodisc. Des pays émettent des timbres : RFA, Corée du Nord, Saint-Marin, Autriche, Paraguay. À Vienne, le célèbre théâtre « An der Wien » présente le show Robert Stolz und sein Jahrhundert (Robert Stolz et son temps) (sur une idée et un livret du Dr Marcel Prawy, Chef-dramaturge de l'Opéra de Vienne). Parmi les nombreux concerts, citons ceux de Vienne, bien sûr, dont Frühling in Wien à la Musikverein avec l'Orchestre symphonique de Vienne qui rend cette année-là un hommage à Jacques Offenbach et Robert Stolz.

## Œuvres

### Quelques opérettes
Sources.
- Das Glücksmädel (1910)
- Die Tanzgrafin (La comtesse du dancing) (1921)
- Madi (1923)
- Eine einzige Nacht (Une seule nuit) (1927)
- Im weißen Rößl (L'Auberge du Cheval-Blanc) (1930), avec Ralph Benatzky
- Wenn die kleinen Veilchen blühen (Quand fleurissent les violettes) (1932)
- Venus in Seide (1932)
- Zwei Herzen im Dreivierteltakt (Der verlorene Walzer) (1933)
- Rise and Shine (1936)
- Balalaïka (1938) avec Grun et Posford
- One night of Love (1941)
- Mister Strauss goes to Boston (1945)
- Schicksal mit Musik (1946)
- Drei von Donau (1947)
- Frühling im Prater (1949)
- Rainbow Square (1951)
- Trauminsel (Ile de rêve) (1962)
- Frühjahrsparade (Parade de Printemps) (1964)
- Wiener Café (1965)
- Hochzeit am Bodensee (1969)

### Quelques titres de chansons
Sources.
- Servus Du
- Wien wird erst schön bei Nacht
- Im Prater blühn wieder die Bäume
- Das ist der Frühling in Wien
- A klane Drahrerei
- Du, du, du sollst der Kaiser meiner Seele sein (1916)
- Hallo, du süsse Klingelfe
- Salome, schönste Blume des Morgenlands (Roméo)
- Ich will deine Kameradin sein
- Die ganze Welt ist himmelblau
- Waltzing in the Clouds
- Zwei Herzen im Dreivierteltakt
- Frag nicht warum ich gehe
- Auf der Heide blühn die letzten Rosen
- Vor meinem Vaterhaus steht eine Linde
- Es blüht eine Rose zur weihnachtszeit
- Ich hab mich tausendmal verliebt
- Ich liebe die Welt
- Komm in den Park von Sanssouci
- Du, Du, Du, schliess deine Augen zu
- Ob blond, ob braun ich liebe alle Fraun!
- Ave Maria
- Arrivederci, Bella Italia
- Musikant, Musikant, wo ist deine Heimat ?
- Auch du wirst mich einmal betrügen
- Wiener Musik, Wiener Walzer
- Ich möcht einmal wieder verliebt sein
- Das Mädel von Rhein ist ein Frühlingsgedicht
- Pierrot, komm, trag mich nach Haus
- Wiener-Café Walzer
- Adieu mein kleiner Gardeoffizier (paroles de Bruno Balz)

### Filmographie partielle
Sources.
- 1913 : König Menelaus im Kino (musique d'accompagnement) de Hans Otto Löwenstein
- 1913 : Der Milliononkel de Hubert et Ernst Marischka
- 1929 : Der Mitternachtswalzer de Heinz Paul
- 1930 : Deux Cœurs, une valse (Zwei Herzen im Dreiviertel-Takt) de Géza von Bolváry
- 1930 : Rêve de Vienne (de) de Géza von Bolváry
- 1930 : Le Pantin (Der Hampelmann) de E. W. Emo
- 1930 : Cette nuit peut-être (Heute Nacht – Eventuell) de E. W. Emo
- 1930 : Hokuspokus de Gustav Ucicky
- 1930 : On demande un orateur (Der Herr auf Bestellung) de Géza von Bolváry
- 1930 : Ein Tango für Dich de Géza von Bolváry
- 1930 : Das Kabinett des Dr. Larifari de Robert Wohlmuth
- 1931 : Mon cœur incognito (Leutnant warst du einst bei den Husaren) d'André-Paul Antoine et Manfred Noa
- 1931 : Un caprice de la Pompadour de Joë Hamman et Willi Wolff
- 1931 : Les Joyeuses Femmes de Vienne (Die Lustige Weiber von Wien) de Géza von Bolváry
- 1931 : In Wien hab' Ich einmal ein Mädel geliebt de Erich Schönfelder
- 1931 : Le Rapt de Mona Lisa (Der Raub der Mona Lisa)
- 1931 : L'amour commande (Liebeskommando) de Géza von Bolváry
- 1932 : C'est un amour qui passe (Ein lied, ein kuß, ein mädel) de Géza von Bolváry
- 1932 : Der Prinz von Arkadien de Karl Hartl
- 1932 : J'ai peur de toi (Ich will nicht wissen, wer du bist) de Géza von Bolváry
- 1932 : Un homme de cœur (Ein Mann mit Herz) de Géza von Bolváry
- 1932 : Ein Spaziergang mit Robert Stolz durch de Géza von Bolváry
- 1933 : Ce que femme rêve (Was Frauen Traumen) de Géza von Bolváry
- 1933 : Die Nacht der grossen Liebe de Géza von Bolváry
- 1933 : Hochzeit am Wolfgangsee de Hans Behrendt
- 1934 : Abenteuer im Südexpress de Erich Waschneck
- 1934 : Mon cœur t'appelle (Mein Herz ruft nach Dir) de Carmine Gallone et Serge Veber
- 1934 : Two Hearts in Waltz Time (Zwei Herzen und ein Walzer) de Carmine Gallone et Joe May
- 1934 : Parade de printemps (Frühjahrsparade) de Géza von Bolváry
- 1934 : Der Herr ohne Wohnung de E. W. Emo
- 1935 : Der Himmel auf Erden (de) de E. W. Emo
- 1935 : Ich liebe alle Frauen de Karel Lamač
- 1935 : Zirkus Saran de E. W. Emo
- 1936 : Herbstmanöver de Georg Jacoby
- 1936 : Wer zuletzt küsst de E. W. Emo
- 1936 : Un baiser aux enchères (Ungeküßt soll man nicht schlafen gehn) de E. W. Emo
- 1936 : Konfetti (de) de Hubert Marischka
- 1936 : Le Paradis des dames d'Arthur Maria Rabenalt
- 1937 : Wiener Fiakerlied de Hubert Marischka
- 1937 : Husaren, heraus! de Georg Jacoby
- 1937 : Die Austernlilli de E. W. Emo
- 1937 : Millionäre de Karlheinz Martin
- 1937 : Die unentschuldigte Stunde de E. W. Emo
- 1937 : Le Charme de la Bohème (Zauber der Boheme) d'Alfred Gerasch et Géza von Bolváry
- 1937 : Musik für dich de E. W. Emo
- 1940 : Chanson d'avril[3] (Spring Parade) d'Henry Koster -
- 1944 : C'est arrivé demain[4] (It happened tomorrow) de René Clair
- 1947 : Une nuit à Tabarin de Karel Lamač
- 1947 : Rendezvous im Salzkammergut (de) d'Alfred Stöger
- 1948 : Anni (de) de Max Neufeld
- 1948 : Kleine Melodie aus Wien (de) de E. W. Emo
- 1949 : Ein bezaubernder Schwindler (de) de Hans Wolff
- 1949 : Mein Freund, der nicht nein sagen kann (de) d'Alfred Stöger
- 1951 : Tanz ins Glück d'Alfred Stöger
- 1952 : Vienne, premier avril an 2000 1. April 2000 de Wolfgang Liebeneiner
- 1955 : Mam'zelle Cri-Cri (Die Deutschmeister) d'Ernst Marischka
- 1958 : Im Prater blüh'n wieder die Bäume de Hans Wolff
- 1960 : Un scandale à la cour (A breath of scandal) de Michael Curtiz et Mario Russo
- 1960 : Das Spiel vom lieben Augustin (de) de Hermann Lanske
- 1966 : Le congrès s’amuse (Der Kongreß amüsiert sich)  de Géza von Radványi
- 1967 : Verliebt in Osterreich [5] de Wolgang Müller-Sehn

## À noter

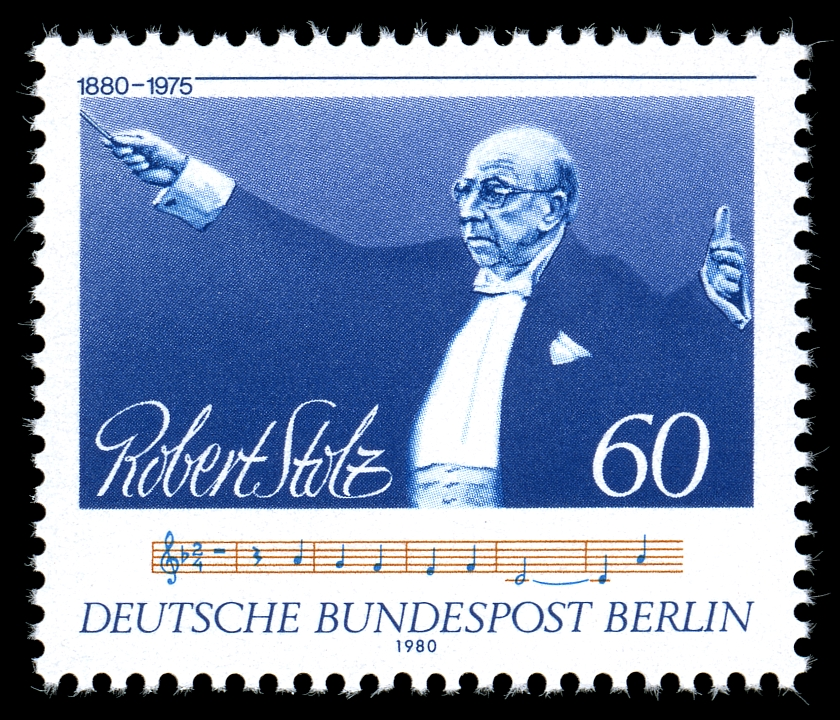
Timbre-poste, Allemagne, 1980

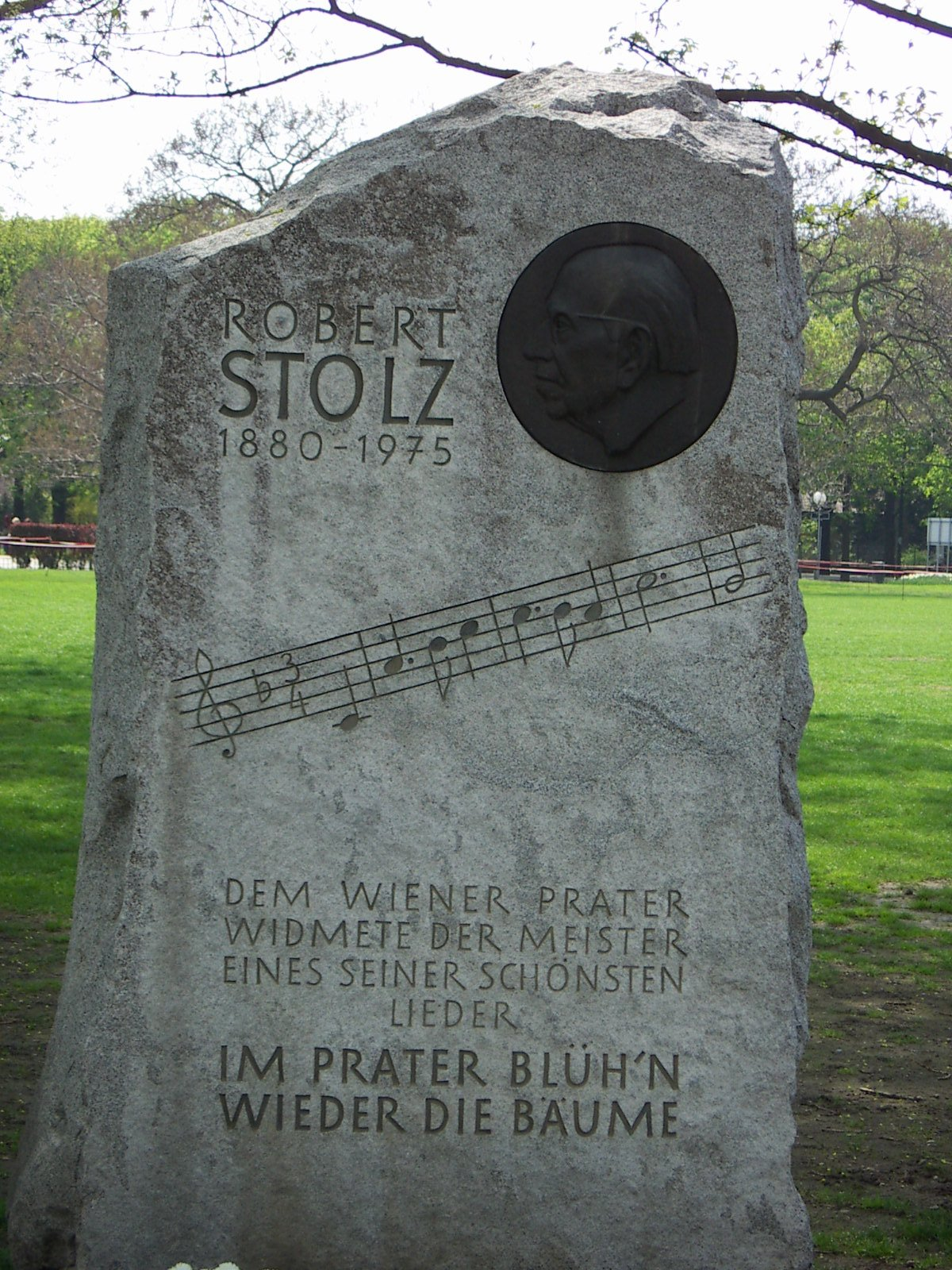
Le mémorial Robert Stolz au Prater de Vienne.

- En 2016, sa marche Uno-Marsch est interprétée au concert du nouvel an à Vienne, sous la direction de Mariss Jansons. C'est la première fois qu'une œuvre de Robert Stolz est interprétée lors de ce traditionnel concert essentiellement consacrée à la dynastie des Strauss.
- Le 12 juillet 2023 est inauguré à Graz, le  musée Robert Stolz, le Salon Stolz.

## Crédit d'auteurs
- (de) Cet article est partiellement ou en totalité issu de l’article de Wikipédia en allemand intitulé « Robert Stolz » (voir la liste des auteurs).